# Stenocara

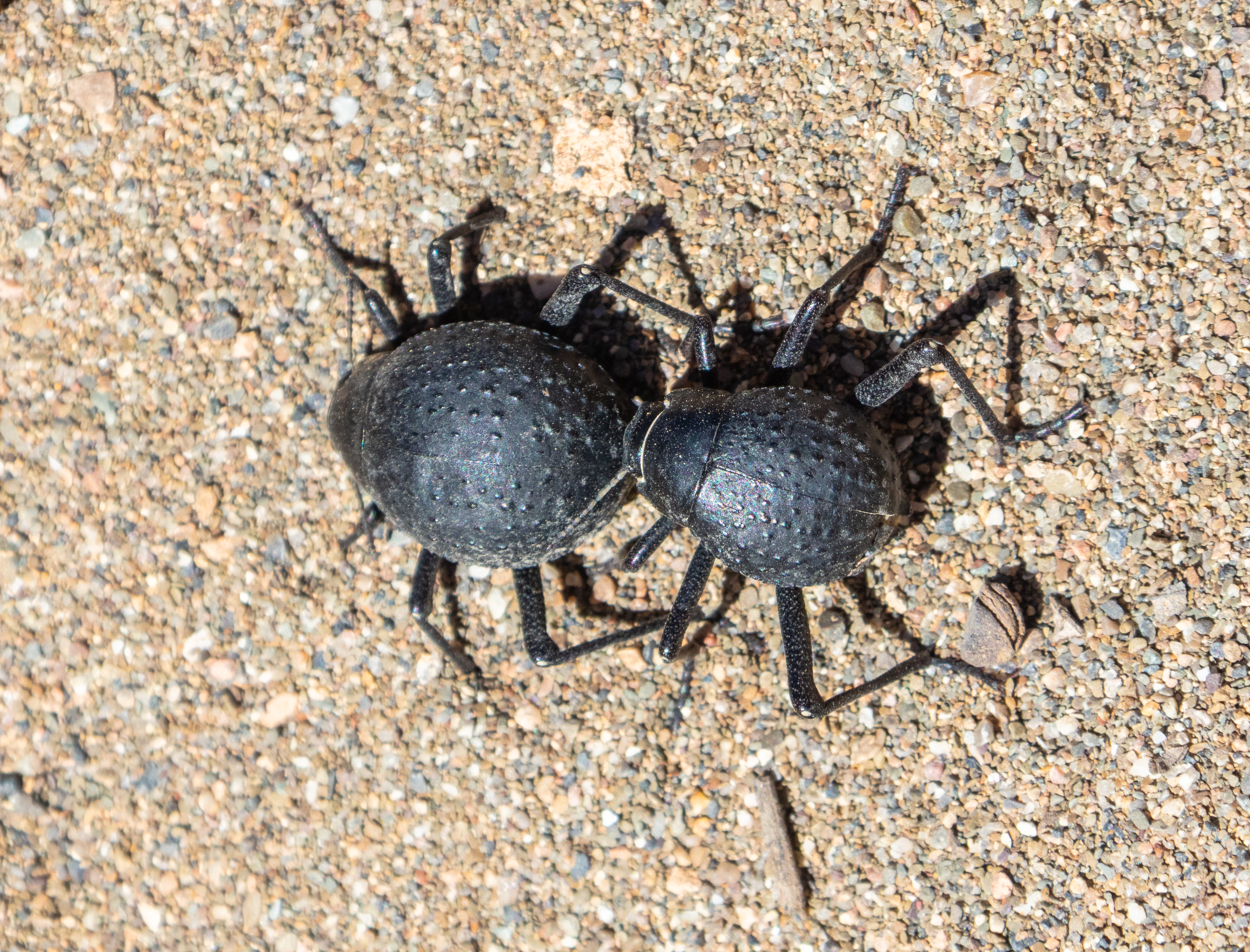
Stenocara dentata

Stenocara es un género de coleópteros de la familia Tenebrionidae adaptado al desierto. Las especies de Stenocara viven en el desierto del Namib, el más antiguo y uno de los más inhóspitos del mundo. 

## Hábitat
El desierto del Namibia se caracteriza por poseer dunas de gran altura, las lluvias escasas e irregulares, entre 20 y 85 mm anuales, la notable diferencia entre la temperatura diurna, superior a los 45 °C en el verano austral, e inferior a los 0 °C durante el invierno, con oscilaciones diarias de más de 30 °C. El desierto está junto al mar y se adentra entre 80 y 200 km hacia el interior. Cerca del mar predominan vientos fuertes y frescos a causa de la corriente de Benguela, que recorre la costa, y no es rara la presencia de nieblas debidas al enfriamiento del aire. Stenocara vive bajo la arena de las dunas, pero se desplaza con frecuencia sobre la superficie en busca de pareja o, sobre todo por las mañanas, en busca de la humedad aportada por los vientos marítimos y las nieblas, de las cuales es capaz de obtener el agua.

## Capacidad de condensar agua sobre el exoesqueleto
Este coleóptero tiene la capacidad de condensar gotitas de agua sobre el dorso a partir de las nieblas que se adentran con frecuencia en el Namib. Esta cualidad se debe a la compleja estructura de sus élitros, recubiertos de protuberancias, de unos 0,5 mm y separadas entre 0,5 y 1,5 mm, que a su vez tienen las pendientes recubiertas de otras pequeñas protuberancias en forma de cúpula de 10 micrones de diámetro, dispuestas de forma hexagonal y recubiertas de cera. El agua se condensa en el extremo liso de las protuberancias grandes, que son hidrófilas lo que permite que las gotitas crezcan. Llega un momento en que las gotas son tan grandes que superan las fuerzas capilares y caen por la pendiente hidrófuga, recubierta de cera, y se dirigen hacia la boca del insecto. Las gotas son los bastante grandes como para volar con el aire, pero también para no evaporarse antes de llegar a la boca del escarabajo.
De este modo, el dorso de Stenocara se convierte en una superficie colectora de agua que ha llamado la atención de los científicos, que están tratando de reproducir sus características como aplicaciones para captar agua en lugares desértico